# София Галицкая
Софья Даниловна (нем. Sofija von Halicz; ок. 1244 — 1290, по другим данным, 1307 или 1327) — княжна из рода Рюриковичей, дочь Даниила Галицкого, жена графа Генриха V фон Шварцбург-Бланкенбург.
Софья была дочерью галицко-волынского князя Даниила Романовича и его первой жены Анны, дочери торопецкого князя Мстислава Мстиславича Удатного.
В 1259 году Софья была выдана замуж за Генриха V (ок. 1235 — 2 мая 1287), графа фон Шварцбург-Бланкенбург, сына графа Гюнтера VII (ок. 1210—1274) и его жены Софии.
У Генриха и Софии было восемь детей:
- Ютта I (1262 — 10 мая 1329), муж: 1) с 30 марта 1289 года Генрих I из рода Рейссов (ок. 1256 — 12 декабря 1295), фогт Плауэна, имел прозвище «Русский» за то, что имел наполовину русскую жену и, по легенде, совершил путешествие за своей невестой в Карпатскую Русь; 2) с 8 февраля 1305 года Фридрих Клемм из рода Веттинов (1273 — 25 апреля 1316), маркграф Дрездена, сын маркграфа Мейссена Генриха III;
- Гюнтер XIV (1265 — после 1315), ландкомтур Тевтонского ордена в Кульме;
- Генрих VII (ок. 1267 — 11 ноября 1324), граф фон Шварцбург-Бланкенбург;
- Гюнтер XV (ок. 1270 — 10 декабря 1352);
- Гюнтер XVI (ок. 1271 — 5 апреля 1345), доминиканский монах;
- Генрих VIII (ок. 1273 — 1304), цистерцианский монах;
- Ютта II (ок. 1275 — 18 июля 1358), аббатиса монастыря в Ильме;
- Агнесса (ок. 1277 — 1326), монахиня в Ильме.